# آنتوان فررو
آنتوان فرِرو (به فرانسوی: Antoine Frérot) (زاده ۳ ژوئن ۱۹۵۸) کارآفرین و مدیر ارشد اجرایی فرانسوی است، که در حال حاضر به‌عنوان مدیر عامل اجرایی و رییس هیئت مدیره شرکت وئولیا فعالیت می‌نماید. وئولیا هم‌اکنون بزرگترین شرکت آب جهان می‌باشد.